# Suri (Birbhum)
Pour les articles homonymes, voir Suri (homonymie).
Suri est une ville indienne et siège du district de Birbhum dans l’État du Bengale-Occidental. En 2001, sa population était de 79 818 habitants.